# Arthur Mainzer
Arthur Mainzer, auch Arthur Mainzer-Reynolds und Arthur Reynolds (* 25. November 1895 in Frankfurt am Main, Deutsches Reich; † 21. März 1954 in Berlin-Wilmersdorf), war ein deutscher Schauspieler und Hörspielsprecher.

## Leben und Wirken
Arthur Mainzer begann seine künstlerische Laufbahn 1920 an der Schwäbischen Volksbühne in Stuttgart. Im darauf folgenden Jahr ging er an Stuttgarts Neues Theater. Dort blieb Mainzer vier Jahre lang. 1925 ging er nach Berlin und wirkte dort noch im selben Jahr an Hörspielaufnahmen mit; verbürgt ist eine Aufführung von Nikolai Gogols Der Revisor. Mainzer kam Verpflichtungen an die hauptstädtischen Spielstätten Lessingtheater, Volksbühne, Berliner Theater, Theater am Schiffbauerdamm, Deutsches Theater und Komödienhaus nach. Zeitgleich stand er zu Beginn der Tonfilmzeit mit kleinen Rollen auch häufig vor der Filmkamera. Mal spielte Mainzer einen Filmdirektor (wie in der Satire Die Koffer des Herrn O.F.), mal einen Prokuristen (wie den Knell in Richard Oswalds Klassiker Der Hauptmann von Köpenick), mal einen Hotelier (wie in der Militärposse Der Stolz der 3. Kompanie), mal einen Sanitätsrat (in der Gründgens-Satire Eine Stadt steht kopf, ebenfalls nach Gogol Der Revisor) oder sogar einen Ministerpräsidenten (wie in der Komödie Liebe auf den ersten Ton).
Wegen seiner jüdischen Herkunft wurde Mainzer 1933 von einer weiteren Beschäftigung an deutschen Bühnen wie im deutschen Film ausgeschlossen. Er emigrierte zunächst über die Tschechoslowakei nach Österreich und Ungarn, wo er 1936 einen Taxifahrgast in der herzigen Kindergeschichte Bubi (auch Mircha genannt), einer typischen Emigrantenproduktion, verkörperte. Mit dem Anschluss Österreichs 1938 floh Arthur Mainzer nach Großbritannien, wo er in einem im Januar 1939 ausgestrahlten Fernsehfilm über die Schweizer Familie Robinson, ein klassischer Familienstoff, den Familienvater verkörperte. Später legte Mainzer seinen deutsch klingenden Nachnamen ab und wählte das englische Pseudonym Reynolds. Unter diesem Namen trat er um 1949/50 erneut vor Kameras, diesmal für britische Kinoproduktionen. 1951 kehrte Arthur Mainzer nach Berlin zurück, trat in einem deutschen Kinofilm (als Kriminalkommissar in dem Schmuggler- und Grenzdrama Sündige Grenze) und erneut beim Hörfunk (Günter Eichs Funkbearbeitung von  Unterm Birnbaum) auf und war bis zuletzt Ensemblemitglied des von Boleslaw Barlog geleiteten Schillertheaters. Dort wiederholte er auch die beiden Parts, die er ein Vierteljahrhundert zuvor mit viel Erfolg in der Premiere von Zuckmayers Der Hauptmann von Köpenick auf der Bühne und 1931 auch in der Verfilmung gespielt hatte: den Prokuristen Knell und den ersten Bahnbeamten.

## Filmografie
- 1927: Gewitter über Gottland (Kurzfilm)
- 1931: Wer nimmt die Liebe ernst?
- 1931: Die Koffer des Herrn O.F.
- 1931: Berlin – Alexanderplatz
- 1931: Der Hauptmann von Köpenick
- 1931: Der Stolz der 3. Kompanie
- 1931: Die spanische Fliege
- 1932: Drei von der Stempelstelle
- 1932: Der Sieger
- 1932: Fünf von der Jazzband
- 1932: Liebe auf den ersten Ton
- 1932: Eine Stadt steht kopf
- 1933: Ich will dich Liebe lehren
- 1936: Bubi / Mircha
- 1939: The Swiss Family Robinson (Fernsehfilm)
- 1949: Die Rivalin (Madness of the Heart)
- 1950: Staatsgeheimnis (State Secret)
- 1950: Die schwarze Füchsin (Gone to Earth)
- 1951: Sündige Grenze

## Hörspiele
- 1925: Nikolai Gogol: Der Revisor. Komödie in 5 Aufzügen (Peter Iwanowitsch Dobtschinski) – Regie: Gerd Fricke
- 1925: Max Bernstein: Blau. Lustspiel in einem Akt (Dressel) – Regie: N. N.
- 1926: N. N.: Rheinfahrt. Ein fröhliches Hörbild – Regie: Nicht angegeben
- 1951: Günther Weisenborn: Spanische Hochzeit (Gisevius, Hofmarschall in Madrid) – Regie: Fränze Roloff
- 1951: Theodor Fontane: Unterm Birnbaum (Justizrat) – Regie: Fränze Roloff
- 1952: Hans Hömberg: Der Mann mit dem Hämmerchen (Dr. Nimpei) – Regie: Peter Thomas
- 1952: Gerd Nickstadt, Hans-Dieter Bove: Sind wir doch mal ehrlich. Dem 'fortschrittlichen' Dramaturgen gewidmet (Vierter Kumpel) – Regie: Rolf von Sydow
- 1952: Gerhart Hauptmann: Die Weber (Hornig, Lumpenhändler) – Regie: Ulrich Lauterbach
- 1953: Kurt Heynicke: Die kleinen Sünden (Der erste Besitzer) – Regie: Hanns Korngiebel
- 1953: Hans Hömberg: Das Roß der fröhlichen Lerche (Prof. Stirling) – Regie: Peter Thomas